# 20e étape du Tour de France 2010
Pour un article plus général, voir Tour de France 2010.
La 20e et dernière étape du Tour de France 2010 s'est déroulée le dimanche 25 juillet 2010 entre Longjumeau et Paris-Champs-Élysées sur 102,5 km. Il s'agit de l'étape en ligne la plus courte depuis celle entre en le Bourg-d'Oisans et Villard-de-Lans en 1989 (hormis les étapes raccourcies pour condition climatiques mauvaises). Elle est remportée au sprint par Mark Cavendish (Team HTC-Columbia) dont c'est la cinquième victoire d'étape sur ce Tour. L'Italien Alessandro Petacchi (Lampre-Farnese) termine deuxième et assure ainsi sa victoire au classement par points. Les autres classements ne subissent pas de changement. L'Espagnol Alberto Contador gagne par conséquent son troisième Tour de France.

## Sprints intermédiaires
| Premier   | Aliaksandr Kuschynski | 6 pts. |
| Deuxième  | Marcus Burghardt      | 4 pts. |
| Troisième | Rubén Pérez Moreno    | 2 pts. |

| Premier   | Karsten Kroon   | 6 pts. |
| Deuxième  | Sandy Casar     | 4 pts. |
| Troisième | Christian Knees | 2 pts. |

## Classement de l'étape
| Classement de la 20e étape | Classement de la 20e étape | Classement de la 20e étape | Classement de la 20e étape | Classement de la 20e étape |
|                            | Coureur                    | Pays                       | Équipe                     | Temps                      |
| -------------------------- | -------------------------- | -------------------------- | -------------------------- | -------------------------- |
| 1er                        | Mark Cavendish             | GBR                        | Team HTC-Columbia          | en 2 h 42 min 21 s         |
| 2e                         | Alessandro Petacchi        | ITA                        | Lampre-Farnese             | m.t.                       |
| 3e                         | Julian Dean                | NZL                        | Garmin-Transitions         | m.t.                       |
| 4e                         | Jürgen Roelandts           | BEL                        | Omega Pharma-Lotto         | m.t.                       |
| 5e                         | Óscar Freire               | ESP                        | Rabobank                   | m.t.                       |
| 6e                         | Gerald Ciolek              | GER                        | Team Milram                | m.t.                       |
| 7e                         | Thor Hushovd               | NOR                        | Cervélo TestTeam           | m.t.                       |
| 8e                         | Matti Breschel             | DEN                        | Team Saxo Bank             | m.t.                       |
| 9e                         | Robbie McEwen              | AUS                        | Team Katusha               | m.t.                       |
| 10e                        | Daniel Oss                 | ITA                        | Liquigas-Doimo             | m.t.                       |
| modifier                   |                            |                            |                            |                            |

## Classement général
| Classement général à la 20e étape | Classement général à la 20e étape | Classement général à la 20e étape | Classement général à la 20e étape | Classement général à la 20e étape |
|                                   | Coureur                           | Pays                              | Équipe                            | Temps                             |
| --------------------------------- | --------------------------------- | --------------------------------- | --------------------------------- | --------------------------------- |
| 1er                               | Alberto Contador                  | ESP                               | Astana                            | en 91 h 58 min 48 s               |
| 2e                                | Andy Schleck                      | LUX                               | Team Saxo Bank                    | + 39 s                            |
| 3e                                | Denis Menchov                     | RUS                               | Rabobank                          | + 2 min 1 s                       |
| 4e                                | Samuel Sánchez                    | ESP                               | Euskaltel-Euskadi                 | + 3 min 40 s                      |
| 5e                                | Jurgen Van den Broeck             | BEL                               | Omega Pharma-Lotto                | + 6 min 54 s                      |
| 6e                                | Robert Gesink                     | NED                               | Rabobank                          | + 9 min 31 s                      |
| 7e                                | Ryder Hesjedal                    | CAN                               | Garmin-Transitions                | + 10 min 15 s                     |
| 8e                                | Joaquim Rodríguez                 | ESP                               | Team Katusha                      | + 11 min 37 s                     |
| 9e                                | Roman Kreuziger                   | CZE                               | Liquigas-Doimo                    | + 11 min 54 s                     |
| 10e                               | Christopher Horner                | USA                               | Team RadioShack                   | + 12 min 2 s                      |
| modifier                          |                                   |                                   |                                   |                                   |

## Classements annexes

### Classement par points
| Classement par points | Classement par points | Classement par points | Classement par points | Classement par points |
| --------------------- | --------------------- | --------------------- | --------------------- | --------------------- |
|                       | Coureur               | Pays                  | Équipe                | Point(s)              |
| 1er                   | Alessandro Petacchi   | ITA                   | Lampre-Farnese        | 243 points            |
| 2e                    | Mark Cavendish        | GBR                   | Team HTC-Columbia     | 232 pts               |
| 3e                    | Thor Hushovd          | NOR                   | Cervélo TestTeam      | 222 pts               |
| modifier              |                       |                       |                       |                       |

### Classement du meilleur grimpeur
| Classement du meilleur grimpeur | Classement du meilleur grimpeur | Classement du meilleur grimpeur | Classement du meilleur grimpeur | Classement du meilleur grimpeur |
| ------------------------------- | ------------------------------- | ------------------------------- | ------------------------------- | ------------------------------- |
|                                 | Coureur                         | Pays                            | Équipe                          | Point(s)                        |
| 1er                             | Anthony Charteau                | FRA                             | BBox Bouygues Telecom           | 143 points                      |
| 2e                              | Christophe Moreau               | FRA                             | Caisse d'Épargne                | 128 pts                         |
| 3e                              | Andy Schleck                    | LUX                             | Team Saxo Bank                  | 116 pts                         |
| modifier                        |                                 |                                 |                                 |                                 |

### Classement du meilleur jeune
| Classement général du meilleur jeune | Classement général du meilleur jeune | Classement général du meilleur jeune | Classement général du meilleur jeune | Classement général du meilleur jeune |
|                                      | Coureur                              | Pays                                 | Équipe                               | Temps                                |
| ------------------------------------ | ------------------------------------ | ------------------------------------ | ------------------------------------ | ------------------------------------ |
| 1er                                  | Andy Schleck                         | LUX                                  | Team Saxo Bank                       | en 91 h 59 min 27 s                  |
| 2e                                   | Robert Gesink                        | NED                                  | Rabobank                             | + 8 min 52 s                         |
| 3e                                   | Roman Kreuziger                      | CZE                                  | Liquigas-Doimo                       | + 11 min 15 s                        |
| modifier                             |                                      |                                      |                                      |                                      |

### Classement par équipes
| Classement par équipes | Classement par équipes | Classement par équipes | Classement par équipes |
|                        | Équipe                 | Pays                   | Temps                  |
| ---------------------- | ---------------------- | ---------------------- | ---------------------- |
| 1re                    | Team RadioShack        | États-Unis             | en 276 h 2 min 3 s     |
| 2e                     | Caisse d'Épargne       | Espagne                | + 9 min 15 s           |
| 3e                     | Rabobank               | Pays-Bas               | + 27 min 49 s          |
| modifier               |                        |                        |                        |